# Alice Alberts
Alice Alberts (* 6. November 1991 als Alice Grant) ist eine US-amerikanische Triathletin und dreifache Ironman-Siegerin (2021, 2023). Sie wird geführt in der Bestenliste US-amerikanischer Triathletinnen auf der Ironman-Distanz.

## Werdegang
Alice Alberts (damals noch Alice Grant) ist seit 2021 als Triathletin aktiv und vorwiegend auf der Langdistanz aktiv.
Als schnellste Amateurin gewann sie im Oktober 2021 den Ironman Texas (3,86 km Schwimmen, 180,2 km Radfahren und 42,195 km Laufen).
Seit Juli 2022 startet Alice Alberts als Profi-Athletin.
Im Juli 2023 gewann sie mit dem Ironman USA ihr erstes Ironman-Rennen als Profi.
Im August 2024 wird sie als Dritte geführt in der Wertung der Ironman Pro Series (hinter den beiden US-Amerikanerinnen Jackie Hering und Danielle Lewis).
Alice Alberts ist seit November 2021 verheiratet und sie lebt mit ihrem Mann  in Boston. Sie wird trainiert von Natasha Van Der Merwe.

## Sportliche Erfolge
| Datum/Jahr | Rang | Wettbewerb | Austragungsort | Zeit | Bemerkung |
| ---------- | ---- | ---------- | -------------- | ---- | --------- |

| Datum/Jahr    | Rang | Wettbewerb                  | Austragungsort       | Zeit     | Bemerkung                                                  |
| ------------- | ---- | --------------------------- | -------------------- | -------- | ---------------------------------------------------------- |
| 22. Sep. 2024 | 26   | Ironman World Championships | Nizza                | 10:06:18 | hinter der Siegerin Laura Philipp                          |
| 21. Juli 2024 | 3    | Ironman USA                 | Lake Placid          |          |                                                            |
| 4. Nov. 2023  | 5    | Ironman Florida             | Panama City          | 08:49:14 | persönliche Bestzeit auf der Ironman-Distanz               |
| 16. Sep. 2023 | 1    | Ironman Maryland            | Cambridge (Maryland) | 07:56:39 | Schwimmen verkürzt auf 918 Meter                           |
| 23. Juli 2023 | 1    | Ironman USA                 | Lake Placid          | 09:16:00 |                                                            |
| 22. Apr. 2023 | 6    | Ironman Texas               | The Woodlands        | 09:05:34 |                                                            |
| 7. Mai 2022   | 25   | Ironman World Championship  | St. George           | 10:13:38 | Ironman World Championships 2021; 2. Rang Age group F30–34 |
| 9. Okt. 2021  | 1    | Ironman Texas               | The Woodlands        | 09:23:55 | erster Ironman-Sieg als Amateur                            |
| 27. Juni 2021 | 8    | Ironman Coeur d’Alene       | Idaho                | 09:53:22 | als schnellste Amateurin                                   |

(DNF – Did Not Finish)